# Juan Sedeño de Arévalo
Juan Sedeño de Arévalo (Arévalo, fl. siglo XVI) fue un escritor español del Renacimiento.

## Biografía
Poco se sabe sobre este autor, pues durante mucho tiempo su obra ha sido mezclada con la de su homónimo y casi contemporáneo Juan Sedeño de Jadraque.
Se le sabe natural de Arévalo y perteneciente al linaje de los Sedeño. Su obra muestra una formación clásica y jurídica.

## Obras
- Dos coloquios de amores y otro de bienaventuranza (Medina del Campo, 1536)
- Tragicomedia de Calisto y Melibea: nuevamente trovada y sacada de prosa en metro castellano (Salamanca, 1540), una larga versificación de La Celestina.
- Suma de varones ilustres (Medina del Campo, 1551)